# Nederländernas damlandslag i vattenpolo
Nederländernas damlandslag i vattenpolo (nederländska:  Nederlandse waterpoloploeg (vrouwen)) representerar Nederländerna i vattenpolo på damsidan. Laget blev olympiska mästarinnor 2008 samt världsmästarinnor 1991 och 2023.
Laget blev även Europamästarinnor 1985, 1987, 1989, 1993, 2018 och 2024.

## Medaljer

### OS[8]
| Ort och år  | Placering |
| ----------- | --------- |
| Peking 2008 |           |

### VM[8]
| Ort och år    | Placering |
| ------------- | --------- |
| Madrid 1986   |           |
| Perth 1991    |           |
| Rom 1994      |           |
| Perth 1998    |           |
| Kazan 2015    |           |
| Budapest 2022 |           |
| Fukuoka 2023  |           |

### EM
| Ort och år      | Placering |
| --------------- | --------- |
| Oslo 1985       |           |
| Strasbourg 1987 |           |
| Bonn 1989       |           |
| Aten 1991       |           |
| Leeds 1993      |           |
| Wien 1995       |           |
| Sevilla 1997    |           |
| Prato 1999      |           |
| Zagreb 2010     |           |
| Budapest 2014   |           |
| Belgrad 2016    |           |
| Barcelona 2018  |           |
| Eindhoven 2024  |           |